# Златист кревал
Caranx crysos е вид бодлоперка от семейство Carangidae. Видът не е застрашен от изчезване.

## Разпространение и местообитание
Разпространен е в Алжир, Американски Вирджински острови, Ангола, Ангуила, Антигуа и Барбуда, Аруба, Асенсион и Тристан да Куня, Барбадос, Бахамски острови, Белиз, Бенин, Бермудски острови, Бразилия, Британски Вирджински острови, Великобритания, Венецуела, Габон, Гамбия, Гана, Гваделупа, Гватемала, Гвиана, Гвинея, Гвинея-Бисау, Гренада, Гърция, Демократична република Конго, Доминика, Доминиканска република, Египет, Екваториална Гвинея, Израел, Испания, Италия, Кабо Верде, Кайманови острови, Камерун, Канада, Кипър, Колумбия, Коста Рика, Кот д'Ивоар, Куба, Либерия, Либия, Ливан, Мавритания, Малта, Мароко, Мартиника, Мексико, Монако, Монсерат, Нигерия, Никарагуа, Остров Света Елена, Панама, Пуерто Рико, Сао Томе и Принсипи, САЩ, Сейнт Винсент и Гренадини, Сейнт Китс и Невис, Сейнт Лусия, Сенегал, Сиера Леоне, Сирия, Суринам, Того, Тринидад и Тобаго, Тунис, Турция, Търкс и Кайкос, Франция, Френска Гвиана, Хаити, Хондурас и Ямайка.
Обитава крайбрежията и пясъчните дъна на океани, морета, заливи, лагуни и рифове в райони с тропически и умерен климат.

## Описание
На дължина достигат до 70 cm, а теглото им е максимум 5050 g.
Продължителността им на живот е около 11 години.